# Sasho Petrovski
Sasho Petrovski (macedonio: Сашо Петровски, Sašo Petrovski) (Bankstown, Australia; 5 de marzo de 1975) es un exfutbolista australiano.

## Trayectoria
En la antigua Liga Nacional de Fútbol de Australia jugó 94 partidos y anotó 47 goles. Además anotó el segundo hat trick en la historia de la A-League. También jugó para el Viborg FF en la Superliga danesa. 

### Sydney FC
En 2005, regresó a su país natal para jugar en la recién formada A-League con el Sydney FC, donde anotó 20 goles en 50 apariciones, convirtiéndose en un favorito de los fanáticos. El 5 de enero de 2007, se anunció que Petrovski se reuniría con el exentrenador del club, Pierre Littbarski en el Avispa Fukuoka de la J2 League de Japón, cuando finalizara la A-League.

### Central Coast Mariners
Sin embargo, este acuerdo fracasó debido al límite de jugadores extranjeros en el equipo. Luego firmó con los Central Coast Mariners el 12 de febrero de 2007. Petrovski logró su primer hito para el club de Gosford, cuando anotó su décimo gol en la derrota por 3-2 ante su antiguo club Sydney FC en la segunda ronda de la A-League 2008-09.

### Newcastle Jets
El 3 de febrero de 2009 firmó un contrato de 2 años con el Newcastle Jets después de que no pudo llegar a un acuerdo sobre los términos para un nuevo contrato con los Marineros. Petrovski llegó a disfrutar de un comienzo exitoso en su etapa en los Jets, anotando tres goles en la campaña de ACL de Newcastle, encabezando su lista de goleadores.
Se convirtió en el sexto jugador en alcanzar los 100 partidos de la A-League. Marcó su hito con un ganador tardío sobre un Robbie Fowler que lideró Northern Fury, Petrovski se abrió paso a través de la defensa Fury para poner a su equipo arriba 3-2, con 7 minutos restantes en el partido. En la temporada 2010/11, fue el máximo goleador del club a pesar de no ser titular en toda la temporada. 
Después dejó Newcastle tras luego de 2 temporadas, tras no poder negociar un nuevo contrato.

## Selección nacional
Hizo su debut internacional contra Japón en 2001 y marcó su primer gol el 16 de agosto de 2006 en un partido por la eliminatoria de la Copa Asiática entre Australia y Kuwait en el Estadio de Fútbol de Sídney.
| No | Fecha                | Estadio                                        | Rival  | Goles | Resultado | Competencia                              |
| -- | -------------------- | ---------------------------------------------- | ------ | ----- | --------- | ---------------------------------------- |
| 1  | 16 de agosto de 2006 | Estadio de Fútbol de Sídney, Sídney, Australia | Kuwait | 2-0   | 2-0       | Clasificación para la Copa Asiática 2007 |

## Palmarés
Con Central Coast Mariners:
- A League : 2007-2008

Con Sydney FC:
- A-League : 2005-2006
- Liga de Campeones de la OFC: 2004-5

Con los Wollongong Wolves:
- Campeonato de NSL: 1999-2000, 2000-2001
- Liga de Campeones de la OFC: 2000–2001

Distinciones individuales:
- Máximo goleador de la NSL: 2000-2001 con Wollongong Wolves - 21 goles